# Josep Royo i Genique
Josep Royo i Genique (Les Borges Blanques, 1873 - ?, ?) va ser un comerciant i polític català, alcalde de Sant Adrià de Besòs entre 1924 i 1931.
Instal·lat a Sant Adrià de Besòs el 1906 tenia un comerç d'olis i cavalls. El 1930 s'instal·la amb el seu germà a una casa al carrer Major, coneguda actualment com Can Royo.
Va ser membre del consistori municipal en diversos moments entre 1920 i 1936 i alcalde entre 1924 i 1931 com a membre de la Unión Patriótica. Durant el seu mandat, en plena dictadura de Primo de Rivera, es va aprovar el Reial Decret de 5 de març de 1929, pel qual la ciutat de Sant Adrià es partia i cada banda del riu s'agregava a Barcelona i Badalona, respectivament, i que acatà en un Ple extraordinari el 19 d'abril del mateix any. Amb tot, el decret va quedar sense efecte ni aplicació el 5 de desembre de 1931, tot i que continuà vigent fins a 1958.